# Polnische Badmintonmeisterschaft 1993
Die Polnische Badmintonmeisterschaft 1993 fand vom 7. bis zum 9. Mai 1993 in Krakau statt. Es war die 29. Austragung der Titelkämpfe.

## Medaillengewinner
| Disziplin    | Gold                                                                 | Silber                                                                   | Bronze |
| ------------ | -------------------------------------------------------------------- | ------------------------------------------------------------------------ | --- |
| Herreneinzel | Jacek Hankiewicz (Polonez Warszawa)                                  | Dariusz Zięba (Polonez Warszawa)                                         | Mariusz Borowiec (Polonez Warszawa) Artur Zbroński (SKB Suwałki)                                                                            |
| Dameneinzel  | Katarzyna Krasowska (Technik Głubczyce)                              | Wioletta Wilk (Motus Koszalin)                                           | Monika Lipińska (Polonez Warszawa) Marzena Kozłowska (Motus Koszalin)                                                                       |
| Herrendoppel | Jacek Hankiewicz (Polonez Warszawa) Dariusz Zięba (Polonez Warszawa) | Dariusz Kaczmarczyk (Wilga Garwolin) Robert Mateusiak (Polonez Warszawa) | Adrian Bąk (Technik Głubczyce) Piotr Mazur (Technik Głubczyce) Mariusz Borowiec (Polonez Warszawa) Grzegorz Szymański (Polonez Warszawa)    |
| Damendoppel  | Bożena Bąk (Technik Głubczyce) Bożena Haracz (Technik Głubczyce)     | Elżbieta Grzybek (Polonez Warszawa) Beata Syta (Polonez Warszawa)        | Monika Lipińska (Polonez Warszawa) Sylwia Rutkiewicz (Polonez Warszawa) Dorota Grzejdak (Motus Koszalin) Marzena Kozłowska (Motus Koszalin) |
| Mixed        | Jerzy Dołhan (Technik Głubczyce) Bożena Haracz (Technik Głubczyce)   | Paweł Wasilewski (Stal Płock) Elżbieta Grzybek (Polonez Warszawa)        | Wiesław Rychlik (AZS AGH Kraków) Joanna Bednarska (AZS AGH Kraków) Damian Pławecki (AZS UW Warszawa) Edyta Buziecka (AZS UW Warszawa)       |